# Lithobius mystecus
Lithobius mystecus är en mångfotingart som beskrevs av Jean-Henri Humbert och Henri Saussure 1869. Lithobius mystecus ingår i släktet Lithobius och familjen stenkrypare. Inga underarter finns listade i Catalogue of Life.